# Iuventas
Iuventas – w mitologii rzymskiej uosobienie (wiecznej) młodości. 
Wyobrażenia jej spotykane są rzadko. Swe miejsce kultu miała w kaplicy obok celli Minerwy kapitolińskiej. Jej męskim odpowiednikiem był równie rzadko przedstawiany Iuventus. W mitologii greckiej odpowiadała jej bogini Hebe.